# Vòng bảng UEFA Champions League 2005–06
Các trận đấu thuộc vòng bảng UEFA Champions League 2005–06 diễn ra từ ngày 13 tháng 9 đến ngày 7 tháng 12 năm 2005.

## Cấu trúc hạt giống
32 đội được chia thành bốn nhóm hạt giống. Việc xếp hạt giống được xác định bởi hệ số của UEFA. Các câu lạc bộ từ chung hiệp hội được ghép cặp để chia ngày thi đấu giữa Thứ Ba và Thứ Tư. Những câu lạc bộ chung chữ cái ghép đôi sẽ thi đấu vào các ngày khác nhau, nhằm đảm bảo rằng các đội từ cùng một thành phố (ví dụ: Milan và Internazionale, cũng chung sân vận động) không thi đấu cùng ngày.
| Đội quán quân và á quân vòng bảng giành quyền vào vòng đấu loại trực tiếp thứ nhất |
| Các đội xếp thứ ba sẽ xuống chơi tại Cúp UEFA tại vòng 32 đội                      |

| Nhóm hạt giống 1  | Nhóm hạt giống 1 | Nhóm hạt giống 1 |
| Đội               | Hệ số            |                  |
| ----------------- | ---------------- | ---------------- |
| LiverpoolTH       | 115.864          |                  |
| Real Madrid       | 131.326          |                  |
| Milan             | 121.191          |                  |
| Barcelona         | 117.326          |                  |
| Manchester United | 110.864          |                  |
| Internazionale    | 101.191          |                  |
| Bayern Munich     | 97.166           |                  |
| Arsenal           | 93.864           |                  |

| Nhóm hạt giống 2 | Nhóm hạt giống 2 | Nhóm hạt giống 2 |
| Đội              | Hệ số            |                  |
| ---------------- | ---------------- | ---------------- |
| Porto            | 93.739           |                  |
| Juventus         | 93.191           |                  |
| PSV Eindhoven    | 84.145           |                  |
| Lyon             | 81.324           |                  |
| Panathinaikos    | 70.715           |                  |
| Chelsea          | 68.864           |                  |
| Villarreal       | 58.326           |                  |
| Ajax             | 52.145           |                  |

| Nhóm hạt giống 3 | Nhóm hạt giống 3 | Nhóm hạt giống 3 |
| Đội              | Hệ số            |                  |
| ---------------- | ---------------- | ---------------- |
| Club Brugge      | 50.476           |                  |
| Anderlecht       | 47.476           |                  |
| Olympiakos       | 46.715           |                  |
| Schalke 04       | 44.166           |                  |
| Sparta Praha     | 43.223           |                  |
| Lille            | 41.324           |                  |
| Rangers          | 40.476           |                  |
| Werder Bremen    | 40.166           |                  |

| Nhóm hạt giống 4 | Nhóm hạt giống 4 | Nhóm hạt giống 4 |
| Đội              | Hệ số            |                  |
| ---------------- | ---------------- | ---------------- |
| Benfica          | 36.739           |                  |
| Rosenborg        | 36.665           |                  |
| Real Betis       | 34.326           |                  |
| Udinese          | 30.191           |                  |
| Fenerbahçe S.K.  | 23.872           |                  |
| Rapid Wien       | 15.208           |                  |
| Thun             | 6.887            |                  |
| Petržalka        | 4.850            |                  |

## Tiêu chí tính hệ số
Dựa trên đoạn 4.05 trong quy định của UEFA cho mùa giải hiện hành, nếu hai hoặc nhiều đội bằng điểm nhau sau khi hoàn thành các trận đấu vòng bảng, các tiêu chí sau sẽ được áp dụng để xác định thứ hạng:
1. Số điểm cao hơn đạt được trong các trận đấu vòng bảng giữa các độ được tính đến;
2. Hiệu số bàn thắng bại vượt trội so với các trận đấu vòng bảng giữa các đội được tính đến;
3. Số bàn thắng ghi được trên sân khách cao hơn trong các trận đấu vòng bảng giữa các đội được tính đến;
4. Hiệu số bàn thắng bại vượt trội so với tất cả các trận vòng bảng đã đá;
5. Số bàn thắng ghi được cao hơn trong tất cả các trận vòng bảng đã đá;
6. Số điểm hệ số cao hơn mà câu lạc bộ tích lũy được tính đến, cũng như hiệp hội của đội ở 5 mùa giải trước đó.

## Bảng đấu
Thời gian là CET/CEST, theo như liệt kê của UEFA (giờ địa phương nằm trong ngoặc đơn).

### Bảng A
| VT | Đội           | ST | T | H | B | BT | BB | HS  | Đ  | Giành quyền tham dự                     |
| -- | ------------- | -- | - | - | - | -- | -- | --- | -- | --------------------------------------- |
| 1  | Juventus      | 6  | 5 | 0 | 1 | 12 | 5  | +7  | 15 | Giành quyền vào vòng đấu loại trực tiếp |
| 2  | Bayern Munich | 6  | 4 | 1 | 1 | 10 | 4  | +6  | 13 | Giành quyền vào vòng đấu loại trực tiếp |
| 3  | Club Brugge   | 6  | 2 | 1 | 3 | 6  | 7  | −1  | 7  | Chuyển sang Cúp UEFA                    |
| 4  | Rapid Wien    | 6  | 0 | 0 | 6 | 3  | 15 | −12 | 0  |                                         |

| Rapid Wien | 0–1     | Bayern Munich |
| ---------- | ------- | ------------- |
|            | Báo cáo | Guerrero 60'  |

| Club Brugge      | 1–2     | Juventus                   |
| ---------------- | ------- | -------------------------- |
| Yulu-Matondo 85' | Báo cáo | Nedvěd 66' · Trezeguet 75' |

| Juventus                                   | 3–0     | Rapid Wien |
| ------------------------------------------ | ------- | ---------- |
| Trezeguet 27' · Mutu 82' · Ibrahimović 85' | Báo cáo |            |

| Bayern Munich  | 1–0     | Club Brugge |
| -------------- | ------- | ----------- |
| Demichelis 32' | Báo cáo |             |

| Bayern Munich                | 2–1     | Juventus        |
| ---------------------------- | ------- | --------------- |
| Deisler 32' · Demichelis 39' | Báo cáo | Ibrahimović 90' |

| Rapid Wien | 0–1     | Club Brugge |
| ---------- | ------- | ----------- |
|            | Báo cáo | Balaban 75' |

| Juventus           | 2–1     | Bayern Munich |
| ------------------ | ------- | ------------- |
| Trezeguet 62', 85' | Báo cáo | Deisler 66'   |

| Club Brugge                              | 3–2     | Rapid Wien             |
| ---------------------------------------- | ------- | ---------------------- |
| Portillo 6' · Balaban 25' · Verheyen 63' | Báo cáo | Kincl 1' · Hofmann 81' |

| Bayern Munich                              | 4–0     | Rapid Wien |
| ------------------------------------------ | ------- | ---------- |
| Deisler 21' · Karimi 54' · Makaay 72', 77' | Báo cáo |            |

| Juventus      | 1–0     | Club Brugge |
| ------------- | ------- | ----------- |
| Del Piero 80' | Báo cáo |             |

| Rapid Wien | 1–3     | Juventus                             |
| ---------- | ------- | ------------------------------------ |
| Kincl 52'  | Báo cáo | Del Piero 35', 45' · Ibrahimović 42' |

| Club Brugge  | 1–1     | Bayern Munich |
| ------------ | ------- | ------------- |
| Portillo 32' | Báo cáo | Pizarro 21'   |

### Bảng B
| VT | Đội           | ST | T | H | B | BT | BB | HS | Đ  | Giành quyền tham dự                     |
| -- | ------------- | -- | - | - | - | -- | -- | -- | -- | --------------------------------------- |
| 1  | Arsenal       | 6  | 5 | 1 | 0 | 10 | 2  | +8 | 16 | Giành quyền vào vòng đấu loại trực tiếp |
| 2  | Ajax          | 6  | 3 | 2 | 1 | 10 | 6  | +4 | 11 | Giành quyền vào vòng đấu loại trực tiếp |
| 3  | Thun          | 6  | 1 | 1 | 4 | 4  | 9  | −5 | 4  | Chuyển sang Cúp UEFA                    |
| 4  | Sparta Prague | 6  | 0 | 2 | 4 | 2  | 9  | −7 | 2  |                                         |

| Arsenal                       | 2–1     | Thun         |
| ----------------------------- | ------- | ------------ |
| Gilberto 51' · Bergkamp 90+2' | Báo cáo | Ferreira 53' |

| Thun       | 1–0     | Sparta Prague |
| ---------- | ------- | ------------- |
| Hodžić 89' | Báo cáo |               |

| Ajax          | 1–2     | Arsenal                          |
| ------------- | ------- | -------------------------------- |
| Rosenberg 71' | Báo cáo | Ljungberg 2' · Pires 69' (ph.đ.) |

| Ajax                | 2–0     | Thun |
| ------------------- | ------- | ---- |
| Anastasiou 36', 55' | Báo cáo |      |

| Sparta Prague | 0–2     | Arsenal        |
| ------------- | ------- | -------------- |
|               | Báo cáo | Henry 21', 74' |

| Thun                          | 2–4     | Ajax                                                           |
| ----------------------------- | ------- | -------------------------------------------------------------- |
| Lustrinelli 56' · Adriano 74' | Báo cáo | Sneijder 27' · Anastasiou 63' · De Jong 90+1' · Boukhari 90+3' |

| Arsenal                         | 3–0     | Sparta Prague |
| ------------------------------- | ------- | ------------- |
| Henry 23' · Van Persie 82', 86' | Báo cáo |               |

| Ajax             | 2–1     | Sparta Prague |
| ---------------- | ------- | ------------- |
| De Jong 68', 89' | Báo cáo | M. Petráš 90' |

| Thun | 0–1     | Arsenal           |
| ---- | ------- | ----------------- |
|      | Báo cáo | Pires 88' (ph.đ.) |

| Sparta Prague | 0–0     | Thun |
| ------------- | ------- | ---- |
|               | Báo cáo |      |

| Arsenal | 0–0     | Ajax |
| ------- | ------- | ---- |
|         | Báo cáo |      |

### Bảng C
| VT | Đội           | ST | T | H | B | BT | BB | HS  | Đ  | Giành quyền tham dự                     |
| -- | ------------- | -- | - | - | - | -- | -- | --- | -- | --------------------------------------- |
| 1  | Barcelona     | 6  | 5 | 1 | 0 | 16 | 2  | +14 | 16 | Giành quyền vào vòng đấu loại trực tiếp |
| 2  | Werder Bremen | 6  | 2 | 1 | 3 | 12 | 12 | 0   | 7  | Giành quyền vào vòng đấu loại trực tiếp |
| 3  | Udinese       | 6  | 2 | 1 | 3 | 10 | 12 | −2  | 7  | Chuyển sang Cúp UEFA                    |
| 4  | Panathinaikos | 6  | 1 | 1 | 4 | 4  | 16 | −12 | 4  |                                         |

| Udinese                | 3–0     | Panathinaikos |
| ---------------------- | ------- | ------------- |
| Iaquinta 28', 73', 76' | Báo cáo |               |

| Werder Bremen | 0–2     | Barcelona                         |
| ------------- | ------- | --------------------------------- |
|               | Báo cáo | Deco 13' · Ronaldinho 76' (ph.đ.) |

| Barcelona                                   | 4–1     | Udinese    |
| ------------------------------------------- | ------- | ---------- |
| Ronaldinho 13', 32', 90' (ph.đ.) · Deco 41' | Báo cáo | Felipe 24' |

| Panathinaikos                     | 2–1     | Werder Bremen |
| --------------------------------- | ------- | ------------- |
| González 5' (ph.đ.) · Mantzios 8' | Báo cáo | Klose 41'     |

| Panathinaikos | 0–0     | Barcelona |
| ------------- | ------- | --------- |
|               | Báo cáo |           |

| Udinese       | 1–1     | Werder Bremen     |
| ------------- | ------- | ----------------- |
| Di Natale 86' | Báo cáo | Felipe 64' (l.n.) |

| Barcelona                                       | 5–0     | Panathinaikos |
| ----------------------------------------------- | ------- | ------------- |
| Van Bommel 1' · Eto'o 14', 40', 65' · Messi 34' | Báo cáo |               |

| Werder Bremen                             | 4–3     | Udinese                                |
| ----------------------------------------- | ------- | -------------------------------------- |
| Klose 15' · Baumann 24' · Micoud 51', 67' | Báo cáo | Di Natale 54', 57' · Schulz 60' (l.n.) |

| Panathinaikos       | 1–2    | Udinese                    |
| ------------------- | ------ | -------------------------- |
| Charalambidis 45+1' | Report | Iaquinta 81' · Candela 83' |

| Barcelona                                | 3–1     | Werder Bremen        |
| ---------------------------------------- | ------- | -------------------- |
| Gabri 14' · Ronaldinho 26' · Larsson 71' | Báo cáo | Borowski 22' (ph.đ.) |

| Udinese | 0–2     | Barcelona                  |
| ------- | ------- | -------------------------- |
|         | Báo cáo | Ezquerro 85' · Iniesta 90' |

| Werder Bremen                                                  | 5–1     | Panathinaikos |
| -------------------------------------------------------------- | ------- | ------------- |
| Micoud 2' (ph.đ.) · Valdez 28', 31' · Klose 51' · Frings 90+1' | Báo cáo | Morris 53'    |

### Bảng D
| VT | Đội               | ST | T | H | B | BT | BB | HS | Đ  | Kết quả                                 |
| -- | ----------------- | -- | - | - | - | -- | -- | -- | -- | --------------------------------------- |
| 1  | Villarreal        | 6  | 2 | 4 | 0 | 3  | 1  | +2 | 10 | Giành quyền vào vòng đấu loại trực tiếp |
| 2  | Benfica           | 6  | 2 | 2 | 2 | 5  | 5  | 0  | 8  | Giành quyền vào vòng đấu loại trực tiếp |
| 3  | Lille             | 6  | 1 | 3 | 2 | 1  | 2  | −1 | 6  | Chuyển sang đá ở Cúp UEFA               |
| 4  | Manchester United | 6  | 1 | 3 | 2 | 3  | 4  | −1 | 6  |                                         |

| Villarreal | 0–0     | Manchester United |
| ---------- | ------- | ----------------- |
|            | Báo cáo |                   |

| Benfica       | 1–0     | Lille |
| ------------- | ------- | ----- |
| Miccoli 90+2' | Báo cáo |       |

| Lille | 0–0     | Villarreal |
| ----- | ------- | ---------- |
|       | Báo cáo |            |

| Manchester United              | 2–1     | Benfica   |
| ------------------------------ | ------- | --------- |
| Giggs 35' · Van Nistelrooy 85' | Báo cáo | Simão 59' |

| Manchester United | 0–0     | Lille |
| ----------------- | ------- | ----- |
|                   | Báo cáo |       |

| Villarreal           | 1–1     | Benfica       |
| -------------------- | ------- | ------------- |
| Riquelme 72' (ph.đ.) | Báo cáo | Fernandes 77' |

| Lille        | 1–0     | Manchester United |
| ------------ | ------- | ----------------- |
| Ačimovič 38' | Báo cáo |                   |

| Benfica | 0–1     | Villarreal |
| ------- | ------- | ---------- |
|         | Báo cáo | Senna 81'  |

| Manchester United | 0–0     | Villarreal |
| ----------------- | ------- | ---------- |
|                   | Báo cáo |            |

| Lille | 0–0     | Benfica |
| ----- | ------- | ------- |
|       | Báo cáo |         |

| Villarreal | 1–0     | Lille |
| ---------- | ------- | ----- |
| Guayre 67' | Báo cáo |       |

| Benfica                 | 2–1    | Manchester United |
| ----------------------- | ------ | ----------------- |
| Geovanni 16' · Beto 34' | Report | Scholes 6'        |